# Rainbow Days
Rainbow Days (虹色デイズ?, Nijiiro deizu, lett. "Giorni color arcobaleno") è un manga scritto e disegnato da Minami Mizuno, serializzato sul Bessatsu Margaret di Shūeisha dal 13 gennaio 2012 al 13 marzo 2017. Un adattamento anime, prodotto da Production Reed, è stato trasmesso in Giappone tra il 10 gennaio e il 26 giugno 2016. In Italia il manga è edito da Star Comics, mentre i diritti dell'anime sono stati acquistati da Yamato Video.

## Trama
Quattro amici — Natsuki, Tomoya, Keiichi e Tsuyoshi — non si uniscono a nessun club al liceo preferendo trascorrere le giornate insieme. In particolare, Natsuki è un romanticone senza speranza che ha una cotta per una sua compagna di scuola di nome Anna, relazione in cui si immischieranno spesso anche gli altri tre.

## Personaggi

I personaggi principali (da sinistra verso destra): Tsuyoshi, Tomoya, Natsuki e Keiichi

Natsuki Hashiba (羽柴 夏樹?, Hashiba Natsuki)
Doppiato da: Yoshitsugu Matsuoka
Il protagonista e soprannominato Nacchan, è un romanticone senza speranze, che si immerge nelle sue delusioni d'amore. A Natale viene lasciato dalla sua ragazza. Per la rottura si mette a piangere in mezzo alla strada e una ragazza travestita da Babbo Natale gli porge dei fazzoletti. Lui per ringraziarla le regala la sciarpa destinata alla sua ex ragazza e immediatamente si innamora di lei. Natsuki scopre che quella ragazza frequenta la sua stessa scuola, Anna. Lui tende a farsi vittima di bullismo dai suoi amici, ma hanno cura di lui e lo aiutano a conquistare Anna.
Tomoya Matsunaga (松永 智也?, Matsunaga Tomoya)
Doppiato da: Takuya Eguchi
È soprannominato Mattsun. È un playboy e gira intorno a molte ragazze. Di tanto in tanto bisticcia con Mari, fino a quando si rende conto di provare dei sentimenti per lei. Ha una sorella più giovane di nome Nozomi, verso la quale è molto protettivo.
Keiichi Katakura (片倉 恵一?, Katakura Keiichi)
Doppiato da: Nobunaga Shimazaki
È soprannominato Kei-chan. Appare come un ragazzo allegro ma in realtà è un sadico feticista. È molto atletico, ed è bravo in molti sport. Gli piace il basket e tende a dare una mano alla squadra della scuola quando non ci sono abbastanza giocatori. Suo fratello maggiore, Yuji è un'insegnante della scuola. Ha una cotta per l'infermiera della scuola, Satomi-sensei.
Tsuyoshi Naoe (直江 剛?, Naoe Tsuyoshi)
Doppiato da: Kōki Uchiyama
È soprannominato Tsuyopon. È un otaku. È il più intelligente del gruppo, poiché ottiene il punteggio più alto negli esami, ed è molto bravo con l'inglese. Ha una ragazza, Yukiko.
Anna Kobayakawa (小早川 杏奈?, Kobayakawa Anna)
Doppiata da: Minami Tsuda
È l'interesse amoroso di Natsuki, di una classe diversa dalla sua. Solitamente è silenziosa. Fa molti lavori part-time. Si innamora di Natsuki dopo l'avvenimento natalizio ma decide di non parlarne temporaneamente.
Mari Tsutsui (筒井 まり?, Tsutsui Mari)
Doppiata da: Yumi Uchiyama
È soprannominata Donna-lama.Compagna di classe di Anna, è indiscreta e rude con tutti gli uomini. Dice di amare Anna perché, essendo conosciuta come una persona rude, Anna è l'unica a esserle stata amica.
Yukiko Asai (浅井 幸子?, Asai Yukiko)
Doppiata da: Shizuka Ishigami
È soprannominata Yukirin. È la ragazza di Tsuyoshi. È un'otaku e ama fare cosplay. Frequenta una scuola diversa da quella degli altri personaggi.
Nozomi Matsunaga (松永 希美?, Matsunaga Nozomi)
Doppiata da: Ai Kayano
È la sorella minore di Tomoya. Ha una cotta evidente di Keiichi, scatenando la gelosia di Tomoya, che è molto protettivo nei suoi confronti. Dal fratello è considerata estremamente piagnucolona.

## Media

### Manga
Il manga, scritto e disegnato da Minami Mizuno, è stato serializzato sulla rivista Bessatsu Margaret di Shūeisha dal 13 gennaio 2012 al 13 marzo 2017. I vari capitoli sono stati raccolti in quindici volumi tankōbon, pubblicati tra il 25 maggio 2012 e il 25 aprile 2017. In Italia la serie è stata annunciata al Napoli Comicon 2015 da Star Comics e pubblicata dal 22 ottobre 2015. Una storia secondaria sarà pubblicata a cadenza irregolare sempre sul Bessatsu Margaret dal 13 luglio 2017. Un sedicesimo volume spin-off è stato pubblicato il 25 giugno 2018 in Giappone ed è stato venduto in Italia dal 27 marzo dell'anno successivo.

#### Volumi
| Nº | Data di prima pubblicazione | Data di prima pubblicazione | Data di prima pubblicazione | Data di prima pubblicazione |
| Nº | Giapponese                  | Giapponese                  | Italiano                    | Italiano                    |
| -- | --------------------------- | --------------------------- | --------------------------- | --------------------------- |
| 1  | 25 maggio 2012              | ISBN 978-4-08-846780-1      | 22 ottobre 2015             | ISBN 978-88-6920-580-4      |
| 2  | 22 novembre 2012            | ISBN 978-4-08-846862-4      | 23 dicembre 2015            | ISBN 978-88-6920-608-5      |
| 3  | 24 maggio 2013              | ISBN 978-4-08-845047-6      | 24 febbraio 2016            | ISBN 978-88-6920-701-3      |
| 4  | 25 settembre 2013           | ISBN 978-4-08-845102-2      | 20 aprile 2016              | ISBN 978-88-6920-881-2      |
| 5  | 25 febbraio 2014            | ISBN 978-4-08-845170-1      | 22 giugno 2016              | ISBN 978-88-226-0056-1      |
| 6  | 25 giugno 2014              | ISBN 978-4-08-845230-2      | 24 agosto 2016              | ISBN 978-88-226-0211-4      |
| 7  | 24 ottobre 2014             | ISBN 978-4-08-845285-2      | 26 ottobre 2016             | ISBN 978-88-226-0339-5      |
| 8  | 23 gennaio 2015             | ISBN 978-4-08-845333-0      | 25 gennaio 2017             | ISBN 978-88-226-0458-3      |
| 9  | 25 maggio 2015              | ISBN 978-4-08-845390-3      | 22 marzo 2017               | ISBN 978-88-226-0532-0      |
| 10 | 25 settembre 2015           | ISBN 978-4-08-845447-4      | 26 luglio 2017              | ISBN 978-88-226-0647-1      |
| 11 | 25 dicembre 2015            | ISBN 978-4-08-845499-3      | 27 settembre 2017           | ISBN 978-88-226-0702-7      |
| 12 | 25 aprile 2016              | ISBN 978-4-08-845555-6      | 22 novembre 2017            | ISBN 978-88-226-0777-5      |
| 13 | 23 settembre 2016           | ISBN 978-4-08-845637-9      | 24 gennaio 2018             | ISBN 978-88-226-0846-8      |
| 14 | 22 dicembre 2016            | ISBN 978-4-08-845683-6      | 21 marzo 2018               | ISBN 978-88-226-0935-9      |
| 15 | 25 aprile 2017              | ISBN 978-4-08-845745-1      | 23 maggio 2018              | ISBN 978-88-226-1011-9      |
| 16 | 25 giugno 2018              | ISBN 978-4-08-844055-2      | 27 marzo 2019               | ISBN 978-88-226-1303-5      |

### Anime

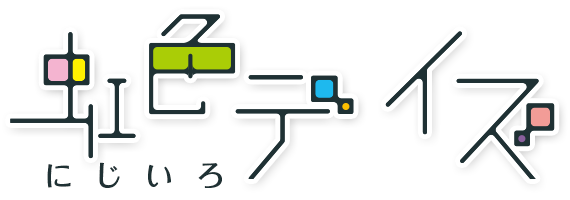
Logo della serie

Annunciato l'11 agosto 2015 sul Bessatsu Margaret di Shūeisha, un adattamento anime, prodotto da Production Reed e diretto da Tetsurō Amino e Tomohiko Ōkubo, è andato in onda dal 10 gennaio al 26 giugno 2016. Le sigle di apertura e chiusura sono rispettivamente Best Friend dei Sonar Pocket e Rainbow Days dei doppiatori Yoshitsugu Matsuoka, Takuya Eguchi, Nobunaga Shimazaki e Kōki Uchiyama. In Italia gli episodi sono stati trasmessi in streaming in simulcast da Yamato Video su Popcorn TV e YouTube, mentre in America del Nord i diritti sono stati acquistati da Funimation. Un episodio OAV è stato pubblicato in allegato al tredicesimo volume del manga il 23 settembre 2016.

#### Episodi
| Nº | Titolo italiano | In onda           | In onda |
| Nº | Titolo italiano | Giapponese        |         |
| 1  | Episodio 1      | 10 gennaio 2016   |         |
| 2  | Episodio 2      | 17 gennaio 2016   |         |
| 3  | Episodio 3      | 24 gennaio 2016   |         |
| 4  | Episodio 4      | 31 gennaio 2016   |         |
| 5  | Episodio 5      | 7 febbraio 2016   |         |
| 6  | Episodio 6      | 14 febbraio 2016  |         |
| 7  | Episodio 7      | 21 febbraio 2016  |         |
| 8  | Episodio 8      | 28 febbraio 2016  |         |
| 9  | Episodio 9      | 6 marzo 2016      |         |
| 10 | Episodio 10     | 13 marzo 2016     |         |
| 11 | Episodio 11     | 20 marzo 2016     |         |
| 12 | Episodio 12     | 27 marzo 2016     |         |
| 13 | Episodio 13     | 10 aprile 2016    |         |
| 14 | Episodio 14     | 17 aprile 2016    |         |
| 15 | Episodio 15     | 24 aprile 2016    |         |
| 16 | Episodio 16     | 1º maggio 2016    |         |
| 17 | Episodio 17     | 8 maggio 2016     |         |
| 18 | Episodio 18     | 15 maggio 2016    |         |
| 19 | Episodio 19     | 22 maggio 2016    |         |
| 20 | Episodio 20     | 29 maggio 2016    |         |
| 21 | Episodio 21     | 5 giugno 2016     |         |
| 22 | Episodio 22     | 12 giugno 2016    |         |
| 23 | Episodio 23     | 19 giugno 2016    |         |
| 24 | Episodio 24     | 26 giugno 2016    |         |
| -  | Episodio OAV    | 23 settembre 2016 |         |

### Film Live Action
Il 6 luglio 2018 è uscito un film live action, ossia con attori reali, della durata di 110 minuti. Il film ripercorre in modo sintetico e leggermente differente la storia.
Regia di Ken Iizuka, prodotto da Shochiku e New Line Cinema. Distribuito da Shochiku e Warner Bros.